# Irmgard Furchner
Irmgard Magdalene Furchner (geboren am 29. Mai 1925 als Irmgard Magdalene Dirksen in Kalthof, Freie Stadt Danzig; gestorben am 14. Januar 2025 in Quickborn) war eine deutsche Sekretärin und Stenotypistin, die im Alter von 18 und 19 Jahren im KZ Stutthof tätig war. Sie wurde deshalb im Dezember 2022 vom Landgericht Itzehoe wegen Beihilfe zum Mord in 10.505 Fällen und zum versuchten Mord in 5 weiteren Fällen zu einer Jugendstrafe von zwei Jahren mit Bewährung verurteilt. Im August 2024 bestätigte der Bundesgerichtshof dieses Urteil.

## Leben

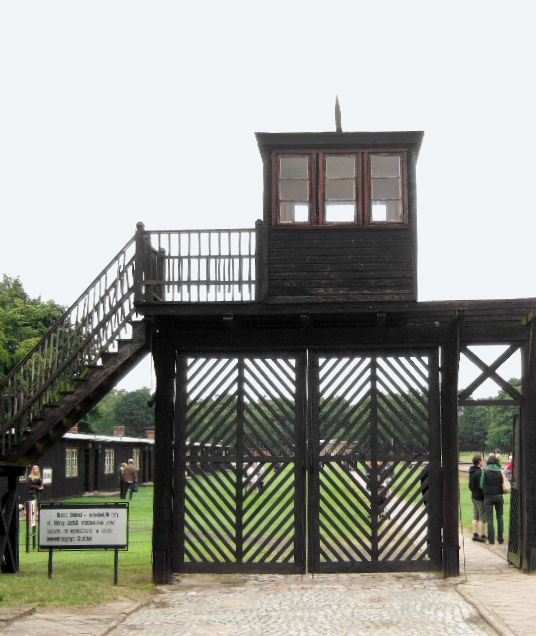
Eingang zum KZ Stutthof

Irmgard Furchner besuchte von 1931 bis 1939 die Volksschule und absolvierte anschließend das sogenannte Landjahr, danach machte sie eine kaufmännische Lehre. Eine erste Anstellung fand sie als Stenotypistin der Dresdner Bank in Marienburg.
Vom 1. Juni 1943 bis zum 1. April 1945 arbeitete sie als Schreibkraft im KZ Stutthof. 1954 sagte sie als Zeugin in einem Prozess aus, dass sie als Stenotypistin dem KZ-Kommandanten Paul Werner Hoppe unterstellt gewesen und der gesamte Schriftverkehr mit dem SS-Wirtschafts-Verwaltungshauptamt durch ihre Hände gegangen sei. In Stutthof lernte sie den SS-Oberscharführer Heinz Gerhard Furchner (1906–1972) kennen,  den sie 1954 heiratete. Von 1960 bis 2014 lebte sie in einem Mehrfamilienhaus in Schleswig und arbeitete bis zu ihrer Verrentung als Verwaltungsangestellte. Spätestens 2017 zog sie in ein Seniorenheim nach Quickborn, in dem sie bis zu ihrem Tode wohnte.
Furchner starb am 14. Januar 2025 im Alter von 99 Jahren.

## Prozess
Nach fünfjähriger Ermittlungsarbeit erhob die Staatsanwaltschaft Itzehoe im Februar 2021 Anklage gegen Irmgard Furchner. Die Staatsanwaltschaft hatte die Ermittlungen von der Zentralen Stelle der Landesjustizverwaltungen zur Aufklärung nationalsozialistischer Verbrechen übergeben bekommen. Der Prozess fand vor einer Jugendkammer des Landgerichts Itzehoe statt, da Furchner zur Zeit der ihr vorgeworfenen Taten erst 18 und 19 Jahre alt war. Vor der Prozesseröffnung hatte sie mitgeteilt, nicht vor Gericht erscheinen zu wollen, und den Richter ersucht, ihr dies nicht zuzumuten. Mit Irmgard Furchner stand zum ersten Mal eine Zivilangestellte eines Konzentrationslagers vor Gericht.
Ende September 2021 flüchtete Furchner am frühen Morgen des ersten Verhandlungstages aus ihrer Wohnung im Seniorenheim in Quickborn-Heide und fuhr mit einem Taxi zum Bahnhof Norderstedt Mitte (siehe Ausbleiben). Das Gericht erließ Haftbefehl; Furchner wurde rasch gefasst und verhaftet, fünf Tage später wurde sie unter Auflagen (unter anderem das Tragen einer elektronischen Fußfessel) aus der Untersuchungshaft entlassen.
Am 19. Oktober 2021 begann der Prozess gegen Furchner mit dreiwöchiger Verspätung. Die Beschuldigte habe aufgrund ihrer Tätigkeit für den Kommandanten des Lagers Kenntnis über alle Vorgänge gehabt und sei „bis ins Detail“ über alle dort systematisch praktizierten Mordmethoden informiert gewesen, sagte Staatsanwältin Maxi Wantzen bei der Verlesung der Anklageschrift. Sie habe durch ihre Arbeit „die reibungslose Funktionsfähigkeit des Lagers“ gesichert. Über ihren Anwalt bestritt Furchner, „persönlich eine strafrechtliche Schuld auf sich geladen zu haben“. Erst am Ende des Prozesses brach sie ihr Schweigen und erklärte: „Es tut mir leid, was geschehen ist. Ich bereue, dass ich zu der Zeit gerade in Stutthof war. Mehr kann ich nicht sagen.“ Die 3. Große Jugendkammer des Landgerichts Itzehoe sprach die inzwischen 97-jährige Irmgard Furchner am 20. Dezember 2022 der Beihilfe zum Mord in 10.505 Fällen und zum versuchten Mord in 5 weiteren Fällen schuldig. Sie wurde zu einer Jugendstrafe von zwei Jahren mit Bewährung verurteilt. Zwar galt bis 1953 schon ab dem 18. Geburtstag stets das Erwachsenenstrafrecht (obwohl die zivilrechtliche Volljährigkeit bis 1974 erst am 21. Geburtstag eintrat), allerdings war sie nach dem heute geltenden Jugendgerichtsgesetz zur Tatzeit Heranwachsende (vgl. Lex mitior).
Gegen dieses Urteil ließ Furchner durch ihren Anwalt Revision mit der Sachrüge der Verletzung des materiellen Rechts einlegen. Wegen der Bedeutung des Falles verhandelte der 5. Strafsenat des Bundesgerichtshofes im Juli 2024 öffentlich. Mit Urteil vom 20. August 2024 verwarf er die Revision. Furchners Tätigkeit als einzige Stenotypistin im KZ Stutthof könne als Beihilfe zum Massenmord angesehen werden.